# Kris Kowlier
Kris Kowlier (geboren als Christian Couwelier, Zedelgem, 30 augustus 1960) is een Vlaamse schrijver en verteller. Hij is vooral bekend om zijn jeugd- en kinderboeken, waarin hij fantasie en avontuur combineert met humor en historische elementen.

## Biografie
Kris Kowlier begon zijn carrière als verhalenverteller. Met zijn 'vertelkoffer' trok hij langs scholen, bibliotheken en jeugdorganisaties in Vlaanderen. Zijn interactieve en expressieve vertelstijl maakte hem populair bij jong publiek.
Als auteur debuteerde hij in 2008 met het boek Hoe appelsienen de toekomst voorspellen. Sindsdien publiceerde hij meerdere boeken. Felix en de bende van het Moordenaarsbos (2015) is een avontuurlijk verhaal dat zich afspeelt in 1777. Wolvenroedel – De opstand van Lupos Falsumor (2017) is een fantasieverhaal, verteld vanuit het perspectief van een wolf. Volgens boekenblog Connies Boekkies is het "apart om te lezen hoe de wolf over mensen denkt". Hij droeg ook bij aan de Junior Monsterboeken-reeks.
In 2007 ontving hij de Cultuurprijs van de gemeente Zedelgem voor zijn bijdrage aan het culturele leven van de regio.
In een interview met De Standaard in 2007 werd hij omschreven als 'een geboren verteller' die kinderen weet te boeien met zijn verhalen. Ook in een artikel in Het Laatste Nieuws in 2019 is beschreven dat zijn boeken op scholen nog steeds populair zijn en hij actief samenwerkt met onderwijsinstellingen voor literaire projecten.
Voor het schooljaar 2024-2025 werd hij door de provincie West-Vlaanderen aangeduid als jeugdauteur voor het houden van auteursresidenties in een basisschool in Kuurne, waar hij samen met de leerlingen van het vijfde leerjaar het verhaal Gefladder in de Vlindertuin schreef.